# 苏珊·李
苏珊·李（英語：Susan Lee，1966年6月7日—），澳大利亚女子赛艇运动员。她曾代表澳大利亚参加1984年夏季奥林匹克运动会赛艇比赛，获得女子四人单桨有舵手铜牌，这是澳大利亚首次获得奥运女子赛艇奖牌。